# Mišovice
Mišovice, 1924–1960 Míšovice (deutsch Mischowitz) ist eine Gemeinde in Tschechien. Sie befindet sich drei Kilometer südwestlich von Mirovice und gehört zum Okres Písek.

## Geographie
Mišovice liegt im Mittelböhmischen Hügelland und wird vom Bach Mišovický potok durchflossen. Nördlich erheben sich der Chlumek (526 m) und der V Ruzyni (505 m), östlich der Hradec (477 m) und die Hora (511 m), im Südosten der Jezvinec (545 m) und die Hora (522 m), südlich der Křemenec (559 m), im Südwesten der Háj (542 m) und westlich die Kamenná (542 m).
Nachbarorte sind Sochovice im Norden, Plíškovice, Mirovice, Zámostí, Kuchařův Mlýn und Horosedly im Nordosten, U Vršeckého, Nad Řištinami, Kakovice im Osten, Slavkovice, Minice und Pohoří im Südosten, U Nováka, Na Kozmovci, Na Krůvku, Chrást und Svobodka im Süden, Ostrov, Uzenice und Černívsko im Südwesten, Uzeničky und Svučice im Westen sowie Draheničky, Drahenice und Ráztely im Nordwesten.

## Geschichte
Archäologische Funde belegen eine Besiedlung des Gebietes durch die Boier zu Beginn des 1. Jahrhunderts. Im Zuge der Völkerwanderung kamen im 6. Jahrhundert Slawen in die Gegend. Reste von Graphitgefäßen aus dem 13. Jahrhundert geben Aufschluss darüber, dass das Dorf Mišovice zu dieser bereits existiert hat.
Die erste schriftliche Erwähnung des zur königlichen Herrschaft Klingenberg gehörigen Dorfes Mišovice erfolgte im Jahre 1323, als Johann von Luxemburg Klingenberg an Peter I. von Rosenberg verpfändete. 1514 erwarb Christoph von Schwanberg die Herrschaften Klingenberg und Worlik. Bei der Teilung der Herrschaft Klingenberg fiel Mišovice 1534 Bohuslav von Schwanberg auf Worlik zu. Im Jahre 1575 kam Mišovice wieder zur Herrschaft Klingenberg zurück, dabei wurde erstmals das der Familie Mišovský von Bodlák gehörige Freigut Mišovice erwähnt. Der Besitzer der Herrschaft Worlik, Johann Georg von Schwanberg, kaufte 1600 das Freigut für seine Frau Elisabeth Colonna von Fels. In dieser Zeit gelangte auch das Dorf wieder zu den Worliker Gütern. 1617 teilte Johann Georg von Schwanberg das Freigut auf und verkaufte es einschließlich des privilegierten Kretschams. Nach der Schlacht am Weißen Berg wurde der Nachlass des Peter von Schwanberg konfisziert und 1621 die Eggenberger Besitzer der Herrschaft.
Nachdem 1717 die Eggenberger im Mannesstamme erloschen, erbte das Haus Schwarzenberg deren Besitzungen. Im Jahre 1840 bestand Mischowitz aus 33 Häusern mit 236 Einwohnern. Pfarrort war Pohoř (Pohoří). Bis zur Mitte des 19. Jahrhunderts blieb das Dorf der Fideikommissherrschaft Worlik samt den Allodialgütern Zalužan, Zbenitz und Bukowan untertänig.
Nach der Aufhebung der Patrimonialherrschaften bildete Mišovice /Mischowitz ab 1850 einen Ortsteil der Gemeinde Horosedly in der Bezirkshauptmannschaft Písek und dem Gerichtsbezirk Mirovice. Ab 1877 gehörte Mišovice zur Gemeinde Kakovice. Zwischen 1924 und 1960 wurde Míšovice als Ortsname verwendet. Im Jahre 1964 wurden die Gemeinden Kakovice und Pohoří zur Gemeinde Mišovice mit den Ortsteilen Kakovice, Minice, Pohoří und Slavkovice fusioniert. Am 26. November 1971 erfolgte die Eingemeindung von Svučice (mit Draheničky und Stranohoří). Zum 1. Januar 1985 wurde Mišovice mit seinen Ortsteilen nach Mirovice eingemeindet. Am 24. November 1990 lösten sich Draheničky, Mišovice, Pohoří, Slavkovice und Svučice von Mirovice los und bildeten die Gemeinde Mišovice.

## Gemeindegliederung
Die Gemeinde Mišovice besteht aus den Ortsteilen Draheničky (Klein Drahenitz), Mišovice (Mischowitz), Pohoří (Pohorsch), Slavkovice (Slawkowitz) und Svučice (Swudschitz) sowie der Ansiedlung Slavkovická Hora (Kolnahora) und der Einschicht Stranohoří (Stranohor).

## Sehenswürdigkeiten
- Pfarrkirche St. Peter und Paul in Pohoří
- Statue des hl. Johannes von Nepomuk in Pohoří
- Kapelle Mariä Heimsuchung auf dem Dorfplatz von Mišovice, ihr Bau erfolgte 1875 aus Spendengeldern
- Bildstock auf dem Dorfplatz von Mišovice, wahrscheinlich in der zweiten Hälfte des 16. Jahrhunderts von der Familie Mišovský von Bodlák errichtet
- Kapelle des hl. Laurentius am Weg von Svučice nach Mišovice
- Statue des hl. Johannes von Nepomuk auf dem Dorfplatz von Slavkovice
- Freigut Draheničky

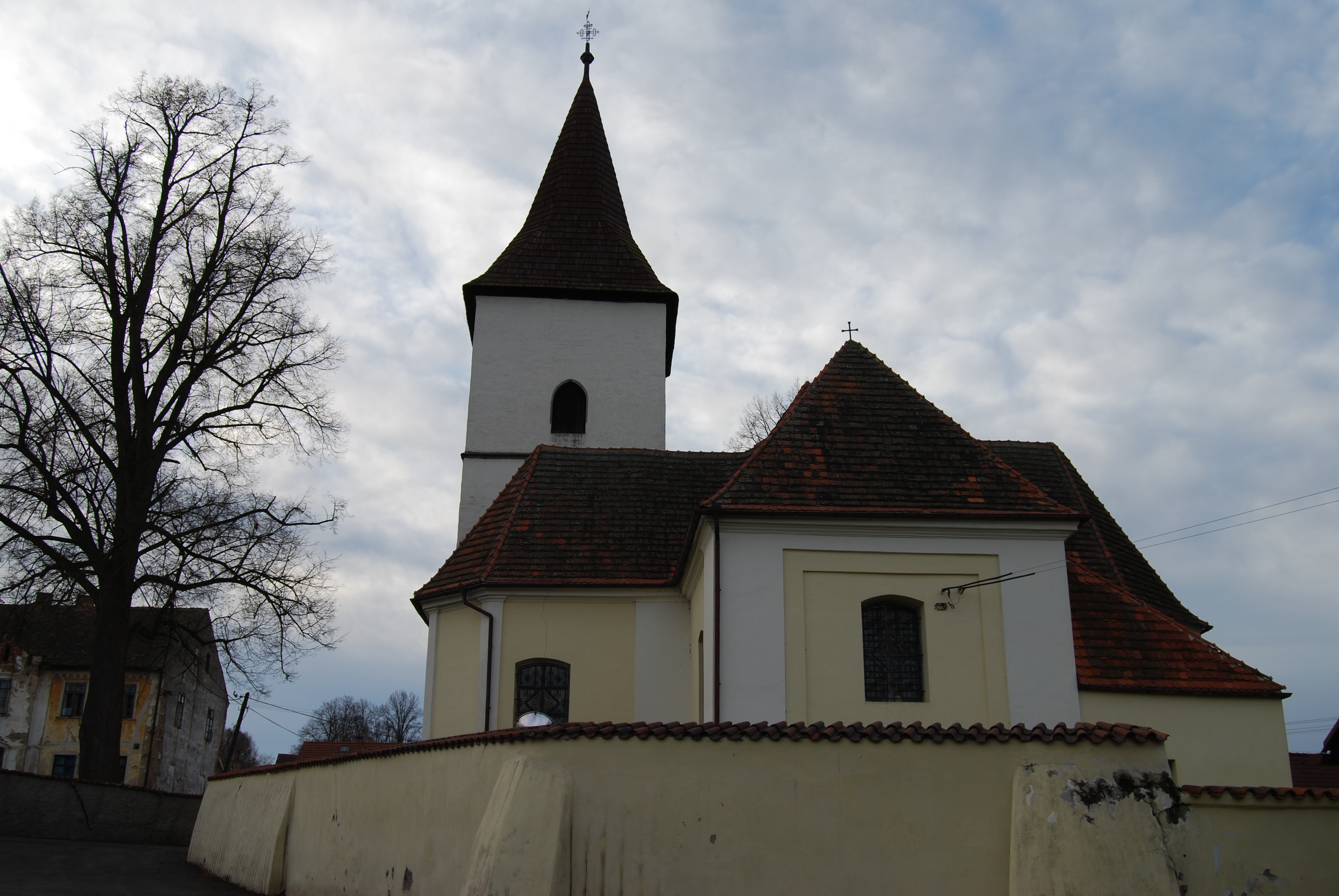
Kirche St. Peter und Paul in Pohoří
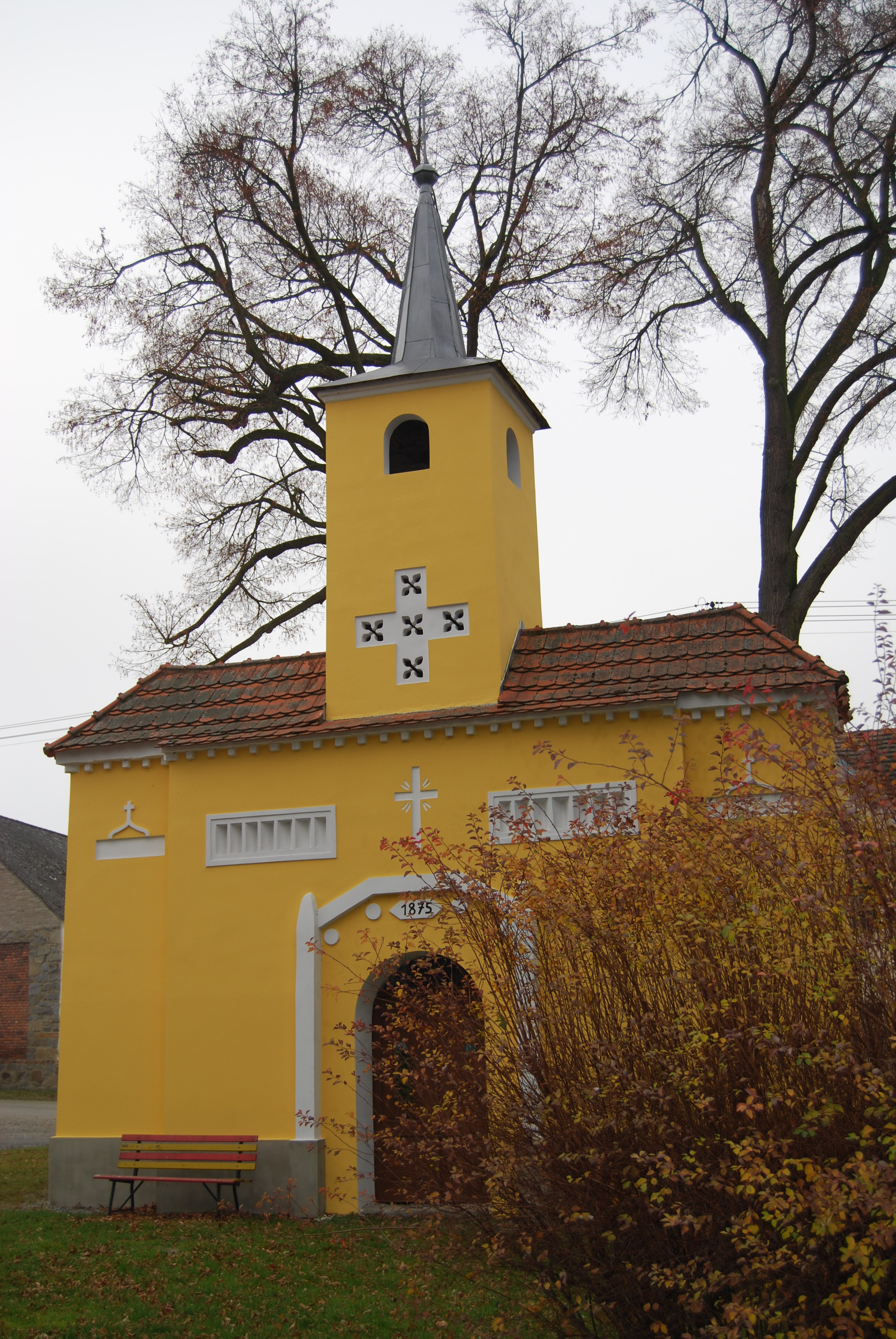
Kapelle Mariä Heimsuchung in Mišovice
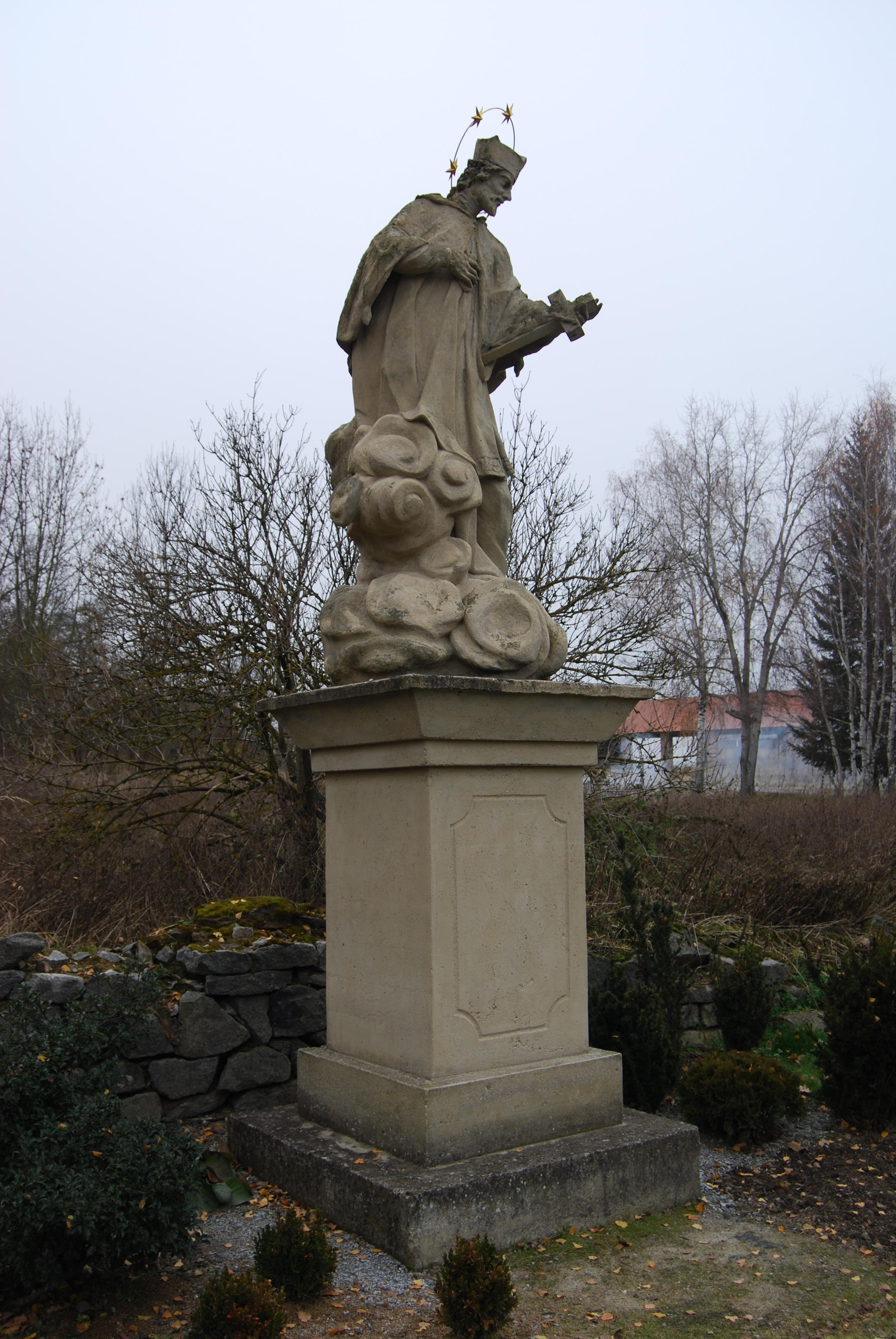
Statue des hl. Johannes von Nepomuk in Slavkovice
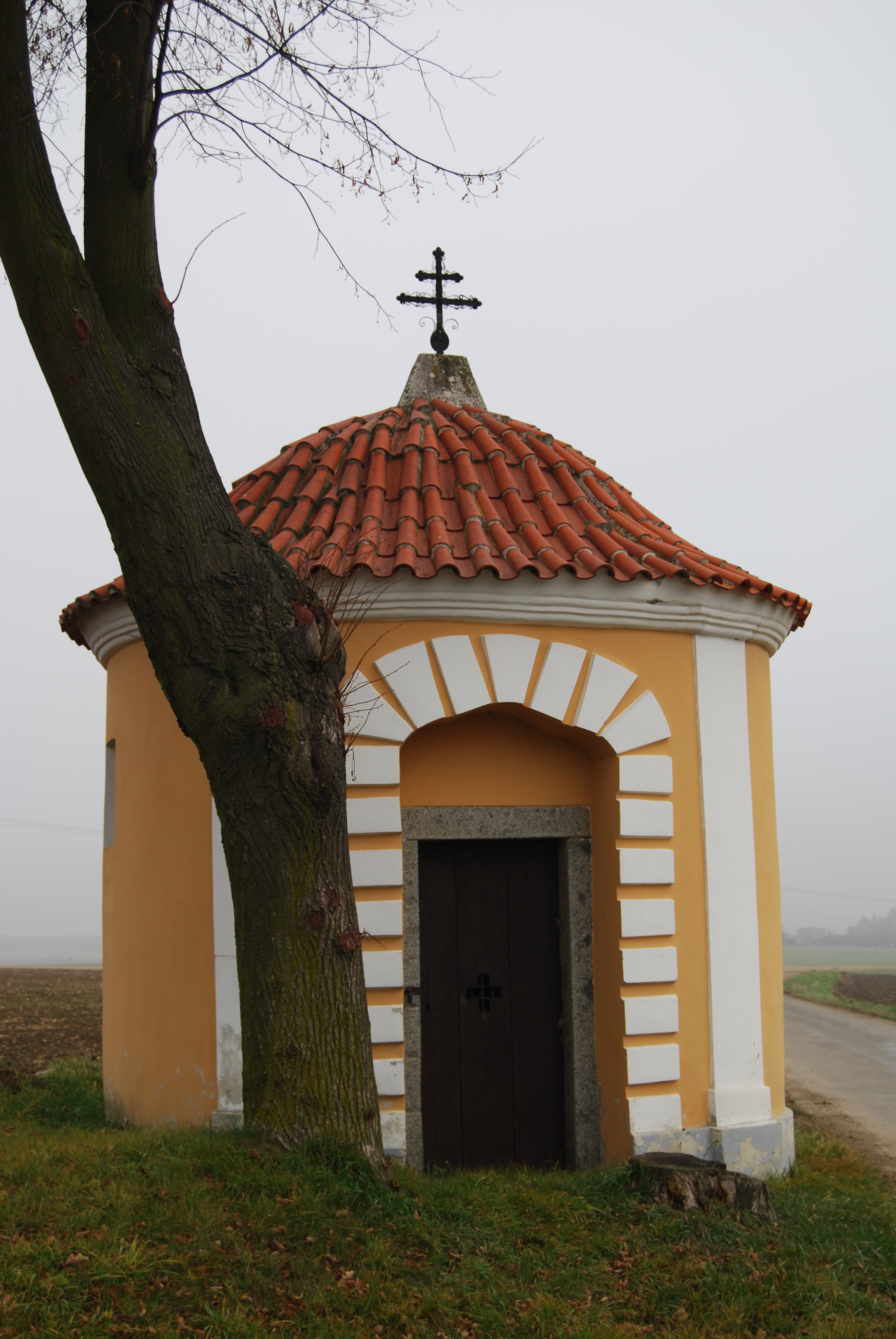
Kapelle des hl. Laurentius bei Svučice
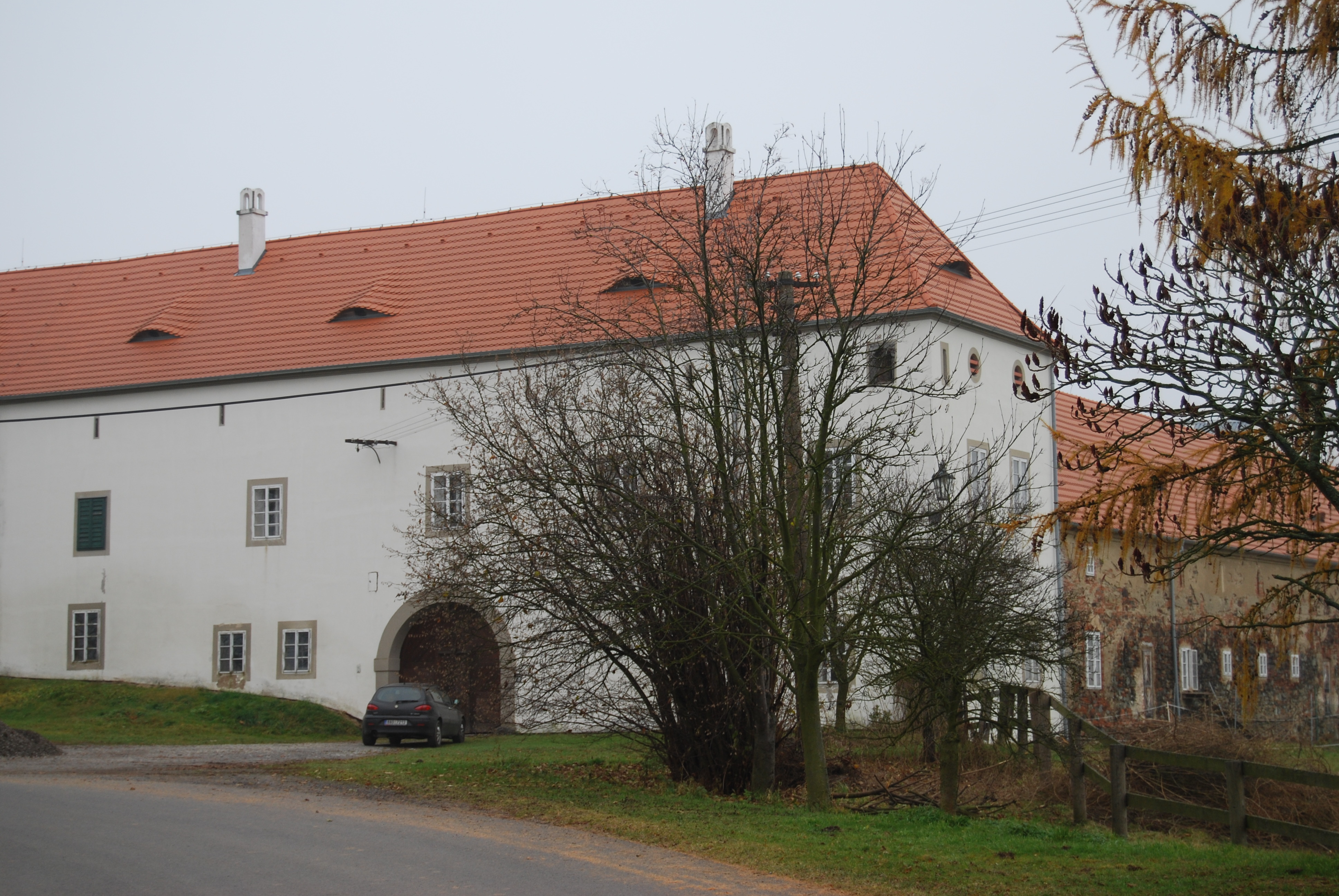
Freigut Draheničky